# Кукъювож
Кукъювож (Кук-Ю-Вож) — река в России, течёт по территории Республике Коми и Пермского края. Устье реки находится в 45 км по правому берегу реки Кук-Ю. Длина реки составляет 41 км.

## Данные водного реестра
По данным государственного водного реестра России относится к Двинско-Печорскому бассейновому округу, водохозяйственный участок реки — Вычегда от истока до города Сыктывкар, речной подбассейн реки — Вычегда. Речной бассейн реки — Северная Двина.
Код объекта в государственном водном реестре — 03020200112103000014749.